# El Iris del Pueblo
El Iris del Pueblo (« l'iris du peuple ») était un quotidien en espagnol lié au Parti républicain démocratique fédéral et publié à Palma de Mallorca, Espagne, une première fois du 28 février 1855 au 30 novembre 1855 et une seconde fois du 4 janvier 1869 au 31 décembre 1873. Son fondateur en était Joaquim Fiol et ses rédacteurs Joan i Villalonga Gómez et Miquel Quetglas. Dans la seconde période il fut proche du Partido Demócrata Posibilista (es) d'Emilio Castelar dont il était l'organe d'expression dans les îles Baléares. 